# Łożysko toczne

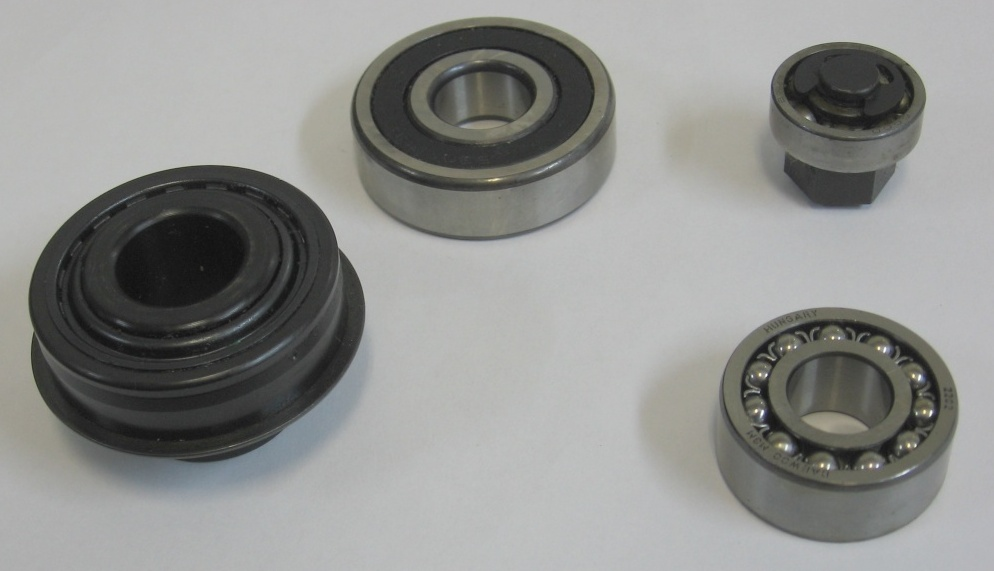
Łożyska toczne różnej wielkości i konstrukcji

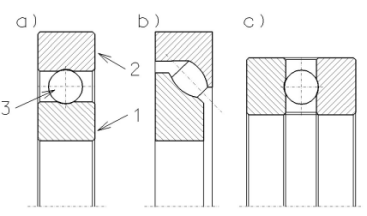
Łożyska toczne: a) kulkowe zwykłe, b) baryłkowe wzdłużne, c) wzdłużne jednokierunkowe

Łożysko toczne – łożysko, w którym między dwoma pierścieniami łożyska znajdują się elementy toczne. Pierścień wewnętrzny (1) osadzony jest na czopie wału lub innym elemencie pierścienia. Pierścień zewnętrzny (2) umieszczony jest także nieruchomo w oprawie lub w innym elemencie nośnym. Elementy toczne (3) umieszczone są między pierścieniami i stykają się z ich bieżniami, zapewniając obrót pierścieni względem siebie. Dodatkowymi elementami łożyska tocznego mogą być koszyki (utrzymujące elementy toczne w stałym do siebie oddaleniu) i uszczelnienia.

## Podział
Ze względu na kształt elementu tocznego:
- łożyska kulkowe,
- łożyska walcowe,
- łożyska stożkowe,
- łożyska baryłkowe,
- łożyska igiełkowe,
- łożyska toroidalne.

Ze względu na rodzaj obciążeń przenoszonych przez łożysko:
- łożysko poprzeczne,
- łożysko skośne (przenoszące obciążenia wzdłużne i poprzeczne),
- łożysko wzdłużne.

Ze względu na możliwości wychylenia się pierścienia zewnętrznego:
- łożyska zwykłe,
- łożyska wahliwe.

Ze względu na liczbę rzędów elementów tocznych:
- łożysko jednorzędowe,
- łożysko dwurzędowe,
- łożysko wielorzędowe.

Dobór łożysk odbywa się według algorytmu uwzględniającego obciążenie statyczne, prędkość obrotową, intensywność użytkowania, sposób smarowania i chłodzenia oraz inne parametry pracy.